# Bala semi canto-vivo

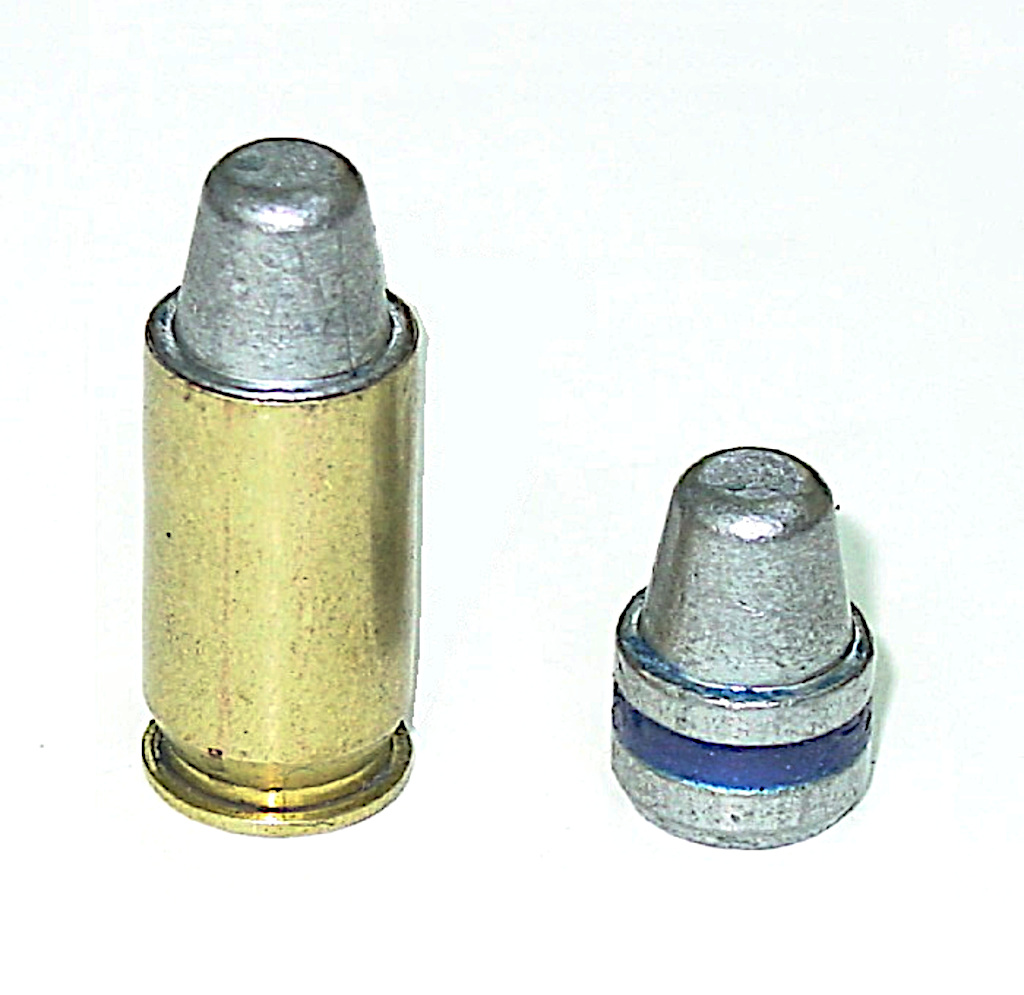
Exemplo típico de uma bala
semi canto-vivo ("semiwadcutter").

Uma bala semi canto-vivo ("semiwadcutter" ou "SWC" em inglês) é um tipo de bala multiuso comumente usada em revólveres. A bala semi canto-vivo combina recursos da bala canto-vivo e balas de ponta redonda tradicionais e é usado em cartuchos de revólver e pistola para caça, tiro ao alvo e tiro recreativo. As balas canto-vivo freqüentemente têm problemas de confiabilidade na alimentação por carregadores em pistolas automáticas, então as semi canto-vivo podem ser usadas quando se deseja as características de uma canto-vivo, mas ela não pode ser usada por este motivo.

## Características

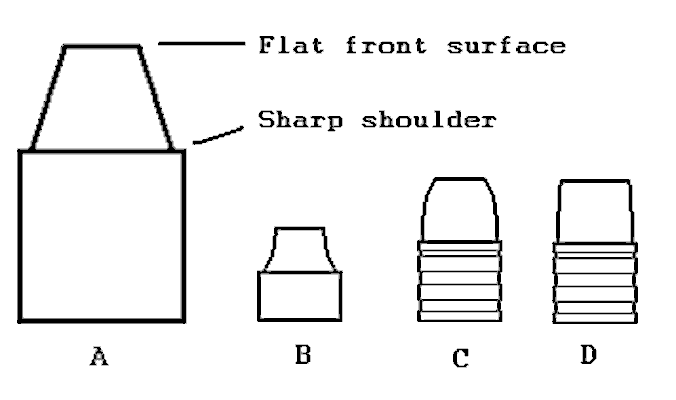
Diagramas de balas semi canto-vivo.

O desenho da bala semi canto-vivo consiste em uma ogiva quase cônica, truncada com uma ponta plana, assentada em um corpo cilíndrico ("A" na figura à direita). A base do cone é ligeiramente menor em diâmetro do que o cilindro do corpo da bala, deixando uma saliência pontiaguda. A ponta achatada abre um buraco limpo no alvo, ao invés de rasgá-lo como uma bala de ponta redonda faria, e o ombro afiado aumenta o buraco nitidamente, permitindo uma pontuação fácil e precisa do alvo. O design da semi canto-vivo oferece melhor balística externa do que a canto-vivo, pois sua ponta cônica produz menos arrasto do que o cilindro com a ponta quase totalmente plana. Uma modificação típica é alterar a seção cônica para tornar os lados côncavos, para reduzir a massa do projétil, ou convexos, para aumentá-la. Na figura à direita, "B" mostra uma semi canto-vivo de lados côncavos, típico de uma bala leve .45 ACP usada em tiro ao alvo. Os lados côncavos reduzem o peso da bala e, portanto, o recuo, enquanto mantêm o comprimento total da bala longo o suficiente para alimentar de forma confiável uma pistola semiautomática como a M1911 comumente encontrada em competições de tiro ao alvo.

## Desenvolvimento

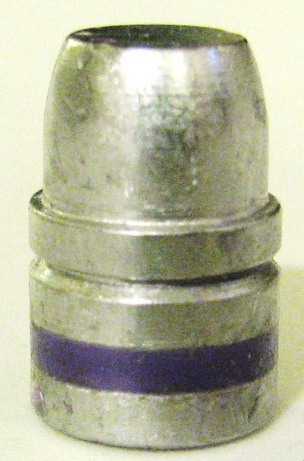
Uma bala semi canto-vivo estilo Elmer Keith.

Alguns dos designs de balas semi canto-vivo mais famosos foram desenvolvidos por Elmer Keith para uso na caça com armas de mão. Esses designs ("C" na figura acima) usam uma frente mais larga e lados convexos "cone". Isso coloca mais peso na frente da bala, permitindo uma bala mais pesada sem redução na capacidade do estojo. Como Keith foi a principal força motivadora no desenvolvimento do primeiro cartucho de pistola magnum, o .357 Magnum, ele estava muito interessado em maximizar o volume do estojo para as pólvoras de queima lenta necessárias para impulsionar balas pesadas em alta velocidade. 
A escolha da bala para o cartucho .357 Magnum variou durante seu desenvolvimento. Durante o desenvolvimento na Smith & Wesson, a "bala Keith" original foi ligeiramente modificada, para a forma da "bala Sharpe" (Phil Sharpe), que era baseada na "bala Keith", mas com o topo plano de diâmetro um pouco menor, as "balas Keith" normalmente eram modificadas para maior ou menor. A Winchester, no entanto, após experimentar mais durante o desenvolvimento do cartucho, modificou ligeiramente a forma da "bala Sharpe". A escolha final da bala para o .357 Magnum foi, portanto, baseada nas balas anteriores de Keith' e Sharpe, embora tivesse ligeiras diferenças das originais de ambos.
O design da semi canto-vivo no "estilo Keith" foi levado ainda mais longe, para produzir designs que são "quase canto-vivo" ("D" na figura acima), mas se destinam à caça de animais grandes com armas de mão. Estes têm pontas quase cilíndricas, tão longas quanto a câmara da arma de fogo permita, e apenas um pouco menores do que o diâmetro do cano, para que possam se encaixar facilmente. A ponta maciça fornece uma grande área de superfície para a produção de grandes cavidades de ferimentos, resultando em rápida incapacitação, e a bala pesada fornece excelente penetração. A ponta larga é menos sujeita a deformações que a estreita, permitindo que a bala mantenha sua forma e continue a penetrar mesmo que encontre um osso.

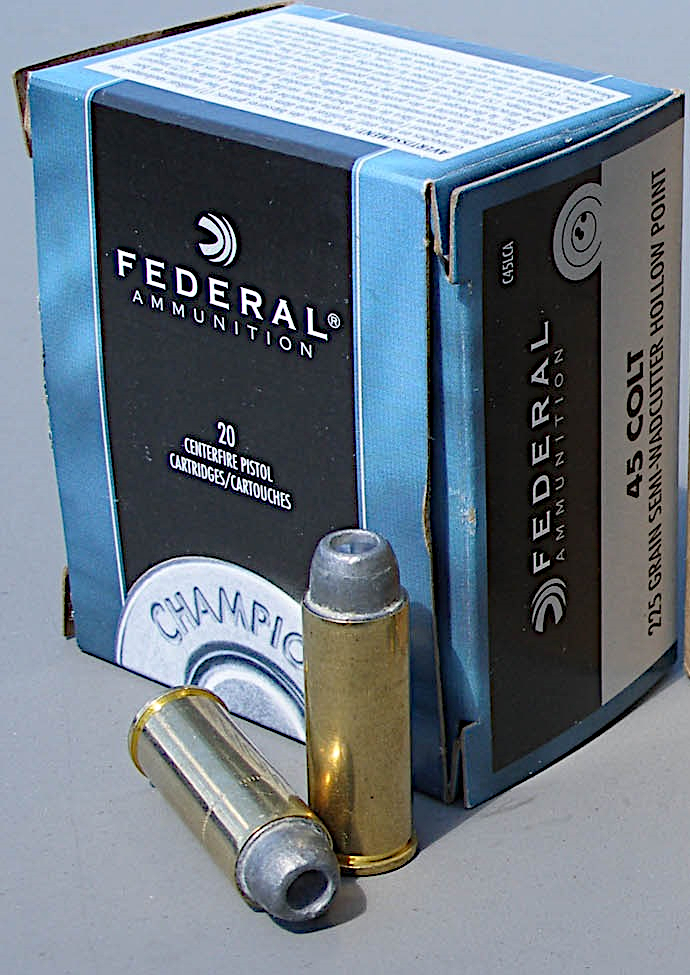
Moderna bala semi canto-vivo de ponta oca em .45 Colt.

Originalmente, Keith especificou uma ponta plana com diâmetro de 65% do calibre da bala, mas posteriormente aumentou para 70%. As outras características específicas de uma semi canto-vivo "estilo Keith" são uma ogiva de raio duplo, ranhura de crimpagem chanfrada ("canelura"), três anéis de vedação de largura igual, ranhura de lubrificante larga e de cantos retos e uma base plana com cantos agudos. A grande largura do primeiro anel de vedação ajuda a manter a bala alinhada à medida que ela "salta" pela boca da câmara do cilindro para o cano. Por causa dos três anéis de vedação de largura igual, a superfície total de contato com o cano é maior que a metade do comprimento total da bala. Esta grande superfície de contato com o cano ajuda a semi canto-vivo "estilo Keith" a ser uma bala inerentemente precisa e minimiza a projeção de gás. A larga ranhura de lubrificante de fundo reto maximiza a lubrificação.